# Andreas Wehr
Andreas Wehr (* 1954 in Berlin) ist ein deutscher Buchautor.

## Leben
Geboren und aufgewachsen in Berlin, studierte er nach dem Abitur erfolgreich Rechtswissenschaften an der Freien Universität Berlin. Nach dem zweiten Staatsexamen fand er zunächst eine Anstellung als Anwalt in einem Steuerbüro. Von 1989 bis 1991 war er Leiter des Büros der Senatorin Heide Pfarr und danach Leiter des Büros des Abgeordneten Walter Momper. Bis zum Jahr 1999 leitete er in der Senatskanzlei die Dienststelle Berlin des Europabeauftragten des Senats. Für die Konföderale Fraktion der Vereinten Europäischen Linken/Nordische Grüne Linke des Europäischen Parlaments in Brüssel war er bis 2014 als wissenschaftlicher Mitarbeiter tätig.

## Parteiämter, Kandidaturen und Mitgliedschaften
Wehr war Mitglied der SPD, seit 1980 Landesvorsitzender der Jungsozialisten in Berlin und Mitverfasser der „Herforder Thesen“. Er ist Mitglied der Partei Die Linke, der Gewerkschaft ver.di und der Berliner Friedensbewegung. Er kandidierte 1994 und 2005 im Wahlkreis Berlin-Reinickendorf für den Deutschen Bundestag, zunächst für die SPD und später für Die Linke. Zusammen mit Marianna Schauzu ist er Gründer des Marx-Engels-Zentrums Berlin. Er war bis 1999 Mitherausgeber der spw – Zeitschrift für sozialistische Politik und Wirtschaft.

## Schriften
- Der kurze griechische Frühling. PapyRossa Verlag, Köln 2016
- Staatsmonopolistischer Kapitalismus. PapyRossa Verlag, Köln  2014
- Der europäische Traum und Wirklichkeit PapyRossa Verlag, Köln 2013
- Die Europäische Union. PapyRossa Verlag, Köln 2012
- Griechenland, die Krise und der Euro. PapyRossa Verlag, Köln 2010[3]
- Das Publikum verlässt den Saal. PapyRossa Verlag, Köln  2006
- Europa ohne Demokratie. PapyRossa Verlag, Köln 2004